# Mario Giovinetto
Mario Giovinetto (La Plata, Argentina; 1933 - Fort Collins (Colorado), Estados Unidos; 2024) fue un glaciólogo, climatólogo, y geógrafo argentino, nacionalizado canadiense con estatus de residencia permanente en EE. UU. En 1958, fue el primer argentino en acceder al Polo Sur, y antes, en 1954, hizo el servicio militar obligatorio argentino en el Instituto Antártico Argentino, estando embarcado en el ARA Bahía Aguirre, y desde allí, durante la campaña antártica argentina de 1955 y 1956, arribó en helicóptero para efectuar estudios y tomar numerosas muestras de rocas, siendo el primer humano en pisar las islas Aurora.

## Carrera
Desde 1952, ha trabajado en estudios sobre regiones polares. Participó en proyectos financiados por la National Science Foundation (EUA) y por otras agencias federales de investigaciones de Argentina y de Canadá. Su experiencia en trabajos de campo incluye tres expediciones a glaciares de alta montaña en la Cordillera de los Andes, en su tramo sudamericano; y en África (1952–1955), estadías invernales en dos Bases antárticas: la Base Byrd, 1957 y la Base Polo Sur Amundsen-Scott, 1958, y nueve veraniegas en Antártica y en Groenlandia (1953–1978). Ha registrado más de 2000 km de recorrido nival, haciendo observaciones en series de hielo marino y sitios de témpanos, y pasó aproximadamente nueve años como miembro de pequeños equipos de trabajo aislados en entornos exigentes.  Sus investigaciones de glaciología y climatología se llevaron a cabo siendo afiliado al Instituto Antártico Argentino (Buenos Aires: 1953–1956), y su subdirector tras ascender por concurso en 1954 debido a sus conocimientos técnicos y geológicos. Tras el golpe de Estado de 1955 y la instauración del gobierno dictatorial, fue forzado a cesar de su cargo en diciembre de ese año tras la intervención del Instituto Antártico y desafiliado compulsivamente del mismo en marzo de 1956. Asediado por el régimen militar debió marchar al exilio en Estados Unidos y luego Canadá dónde se le ofreció continuar con su trabajo debido a su renombre internacional Instituto Ártico de Norteamérica (New York; 1956–1959), Instituto de Estudios Polares (hoy Centro de Estudios Polares Byrd), Universidad Estatal de Ohio (Columbus; 1959–1961, y el Centro de Estudios Polares Geofísicos, Universidad de Wisconsin, Madison: de 1961 a 1968.
Su investigación se llevó a estimaciones de intercambio de masa y energía entre atmósfera, océanos (hielo marino), y capas de hielo de ambos hemisferios que se utilizan en la construcción de un modelo global sobre el cambio climático. Sus contribuciones han sido reconocidas con diversos premios de las agencias gubernamentales de Estados Unidos y de Argentina
En 2001, participó en el Taller del Centro Espacial Lyndon B. Johnson, NASA  - "Exploraciones Antárticas en Paralelo para futuras exploraciones planetarias humanas" - donde el ambiente aislado polar de los investigadores ayuda a predecir los problemas que pudieran surgir en la exploración humana extraplanetaria.

## Educación y afiliaciones
Su educación superior comenzó en la Universidad Nacional de La Plata, culminando, en 1968, con un Ph.D en Geografía con ramificaciones en Geología y Geofísica por la Universidad de Wisconsin, Madison.  Ha ocupado cargos académicos en las universidades de Wisconsin, California, Berkeley, y Calgary donde fue Jefe de Departamento. Fue Director Científico del Departamento de Geodinámica, Empresa de Servicios Técnicos de Raytheon, y accedió hasta Profesor Emérito, de la Universidad de Calgary.

## Algunas publicaciones
Ha sido autor o coautor de numerosos informes técnicos, muchos de los cuales son accesibles a través de Internet por su nombre. Ejemplos de sus obras incluyen:
- Mass changes of the Greenland and Antarctic ice sheets and shelves and contributions to sea-level rise: 1992-2002. J. of Glaciology, 2005

- Reassessment of Net Surface Mass Balance in Antarctica. J. of Climate 12: 933-946, 1999
- Atmospheric net transport of water vapor and latent heat across 60 ° S. J. of Geophysical Res. 1996
- Glaciological Studies on the McMurdo-South Pole Traverse, 1960-1961. Ohio State Univ., Institute of Polar Studies N.º. 7 1963
- Deformation of the Ross ice shelf near the Bay of Whales, Antarctica. IGY Glaciol. Rept. Ser. 3, 1960

## Honores

### Epónimos
- Monte Giovinetto, de 4090 m s. n. m., en la Antártida: Montes Ellsworth, en la Cordillera Sentinel.[6]